# Robert Stuart (commerçant de fourrures)
Pour les articles homonymes, voir Robert Stuart.
 (février 2025).
Robert Stuart était un commerçant de fourrures canadien originaire d'Écosse, qui a travaillé d'abord pour la Compagnie du Nord-Ouest, puis par la suite pour la Pacific Fur Company de John Jacob Astor. Il participa a la fondation d'Astoria près de l'embouchure du fleuve Columbia.